# John McGinn
John McGinn (Glasgow, Escocia, Reino Unido, 18 de octubre de 1994) es un futbolista escocés. Juega de centrocampista y su equipo es el Aston Villa F. C. de la Premier League de Inglaterra.

## Trayectoria
Comenzó su carrera en las inferiores del St Mirren y debutó con el primer equipo el 20 de octubre de 2012 en la derrota por 5-0 ante el Celtic. Firmó un contrato por tres años con el St. Mirren el 29 de noviembre de 2012.
Fichó por el Hiberninan por cuatro años el 31 de julio de 2015 y en la temporada 2015-16 ganó la Copa de Escocia con el equipo de Leith. La temporada siguiente el equipo lograría el ascenso a la Scottish Premiership.
El 8 de agosto de 2018 fichó por el Aston Villa por cuatro años. Debutó en el club inglés el 11 de agosto en la victoria por 3-2 frente al Wigan Athletic.

## Selección nacional
Representó a Escocia en las categorías sub-19 y sub-21.
Su primera llamada para la selección absoluta fue en marzo de 2016 para un amistoso contra Dinamarca, ganarían por 1-0 y McGinn jugó todo el encuentro, donde fue elegido como jugador del partido.

### Participaciones en Eurocopas
| Copa          | Sede     | Resultado    | Partidos | Goles |
| ------------- | -------- | ------------ | -------- | ----- |
| Eurocopa 2020 | Europa   | Primera fase | 3        | 0     |
| Eurocopa 2024 | Alemania | Primera fase | 3        | 0     |

## Vida personal
Sus hermanos Stephen y Paul también son futbolistas profesionales. Su abuelo Jack McGinn fue dirigente del Celtic y presidente de la Asociación Escocesa de Fútbol.

## Estadísticas

### Clubes
Actualizado al 25 de mayo de 2025.
| Club                         | Div.          | Temporada     | Liga  | Liga  | Copas nacionales | Copas nacionales | Copas internacionales | Copas internacionales | Total | Total |
| Club                         | Div.          | Temporada     | Part. | Goles | Part.            | Goles            | Part.                 | Goles                 | Part. | Goles |
| ---------------------------- | ------------- | ------------- | ----- | ----- | ---------------- | ---------------- | --------------------- | --------------------- | ----- | ----- |
| St Mirren F. C. Escocia      | 1.ª           | 2012-13       | 22    | 1     | 5                | 0                | —                     | —                     | 27    | 1     |
| St Mirren F. C. Escocia      | 1.ª           | 2013-14       | 35    | 3     | 3                | 0                | —                     | —                     | 38    | 3     |
| St Mirren F. C. Escocia      | 1.ª           | 2014-15       | 30    | 0     | 3                | 0                | —                     | —                     | 33    | 0     |
| St Mirren F. C. Escocia      | Total club    | Total club    | 87    | 4     | 11               | 0                | 0                     | 0                     | 98    | 4     |
| Hibernian F. C. Escocia      | 2.ª           | 2015-16       | 40    | 4     | 12               | 1                | —                     | —                     | 52    | 5     |
| Hibernian F. C. Escocia      | 2.ª           | 2016-17       | 29    | 4     | 6                | 1                | 2                     | 0                     | 37    | 5     |
| Hibernian F. C. Escocia      | 1.ª           | 2017-18       | 35    | 5     | 8                | 1                | —                     | —                     | 43    | 6     |
| Hibernian F. C. Escocia      | 1.ª           | 2018-19       | 1     | 0     | —                | —                | 3                     | 2                     | 4     | 2     |
| Hibernian F. C. Escocia      | Total club    | Total club    | 105   | 13    | 26               | 3                | 5                     | 2                     | 136   | 18    |
| Aston Villa F. C. Inglaterra | 2.ª           | 2018-19       | 43    | 7     | 1                | 0                | —                     | —                     | 44    | 7     |
| Aston Villa F. C. Inglaterra | 1.ª           | 2019-20       | 28    | 3     | 2                | 0                | —                     | —                     | 30    | 3     |
| Aston Villa F. C. Inglaterra | 1.ª           | 2020-21       | 37    | 3     | 0                | 0                | —                     | —                     | 37    | 3     |
| Aston Villa F. C. Inglaterra | 1.ª           | 2021-22       | 35    | 3     | 1                | 0                | —                     | —                     | 36    | 3     |
| Aston Villa F. C. Inglaterra | 1.ª           | 2022-23       | 34    | 1     | 2                | 0                | —                     | —                     | 36    | 1     |
| Aston Villa F. C. Inglaterra | 1.ª           | 2023-24       | 35    | 6     | 4                | 0                | 14                    | 3                     | 53    | 9     |
| Aston Villa F. C. Inglaterra | 1.ª           | 2024-25       | 34    | 1     | 5                | 0                | 10                    | 3                     | 49    | 4     |
| Aston Villa F. C. Inglaterra | Total club    | Total club    | 246   | 24    | 15               | 0                | 24                    | 6                     | 285   | 30    |
| Total carrera                | Total carrera | Total carrera | 438   | 41    | 52               | 3                | 29                    | 8                     | 519   | 52    |
| 1. 2. 3.                     |               |               |       |       |                  |                  |                       |                       |       |       |

### Selección nacional
| Selección        | Temporada     | Encuentros | Encuentros |
| Selección        | Temporada     | Part.      | Goles      |
| ---------------- | ------------- | ---------- | ---------- |
| sub-19 Escocia   | 2013-2015     | 4          | 0          |
| sub-19 Escocia   | Total         | 4          | 0          |
| sub-21 Escocia   | 2015-2018     | 6          | 0          |
| sub-21 Escocia   | Total         | 6          | 0          |
| Absoluta Escocia | 2016          | 2          | 0          |
| Absoluta Escocia | 2017          | 3          | 0          |
| Absoluta Escocia | 2018          | 6          | 0          |
| Absoluta Escocia | Total         | 11         | 0          |
| Total carrera    | Total carrera | 21         | 0          |

## Palmarés

### Títulos nacionales
| Título                     | Club            | País    | Año     |
| -------------------------- | --------------- | ------- | ------- |
| Copa de la Liga de Escocia | St Mirren F. C. | Escocia | 2012-13 |
| Copa de Escocia            | Hibernian F. C. | Escocia | 2015-16 |
| Scottish Championship      | Hibernian F. C. | Escocia | 2016-17 |